# میدان هوایی نیول اوتلایینگ لندینگ ایمپیریال بیچ
میدان هوایی نیول اوتلایینگ لندینگ ایمپیریال بیچ (به انگلیسی: Naval Outlying Landing Field Imperial Beach) (به زبان بومی: Ream Field) یک فرودگاه نظامی است که یک باند فرود بتن دارد و طول باند آن ۶۸۳ متر است. این فرودگاه در شهر ایمپریال بیچ، کالیفرنیا کشور ایالات متحده آمریکا قرار دارد .